# Parc Nacional Río Pilcomayo

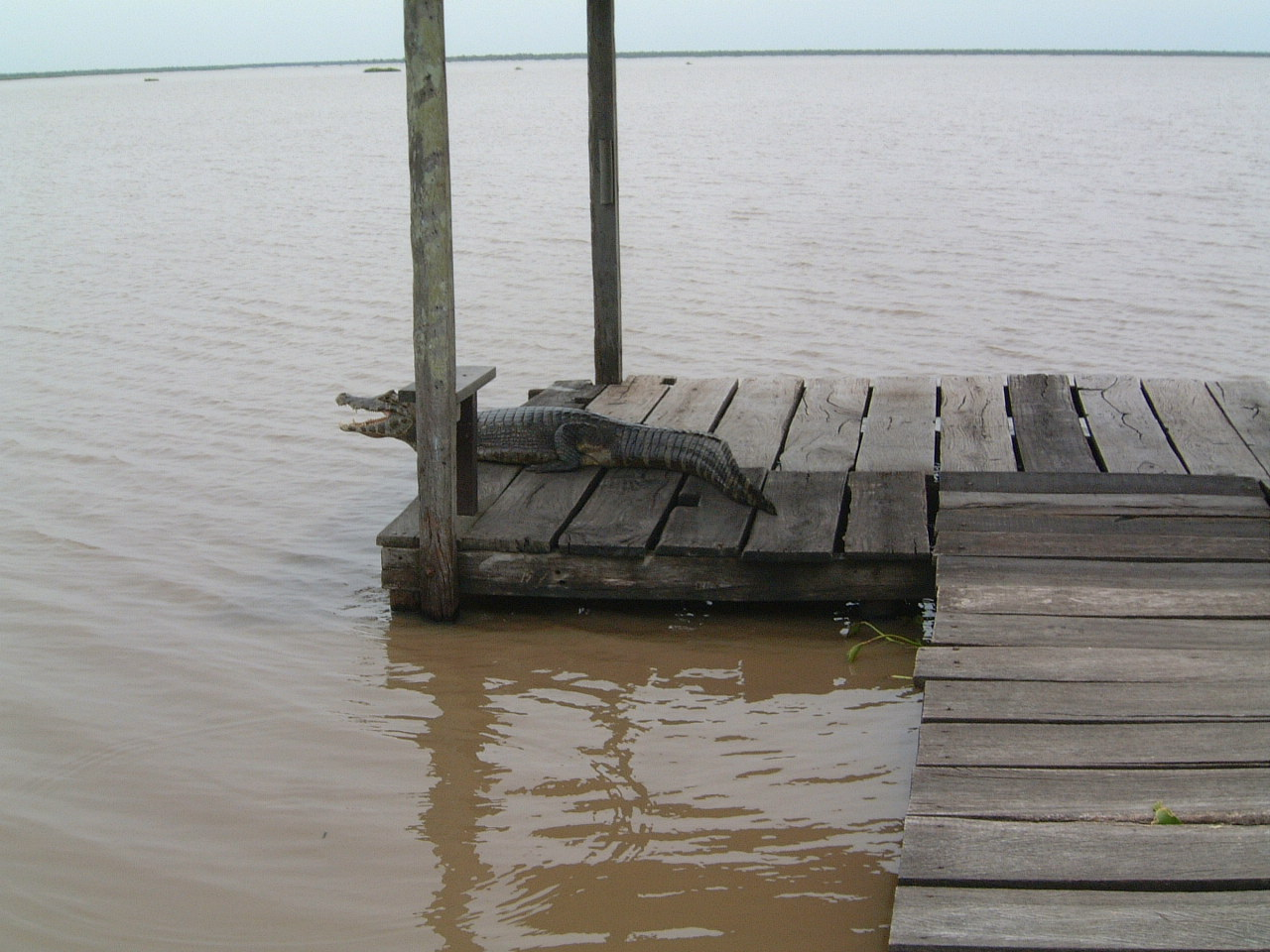
Caiman en la passarel·la del Parc Nacional Riu Pilcomayo

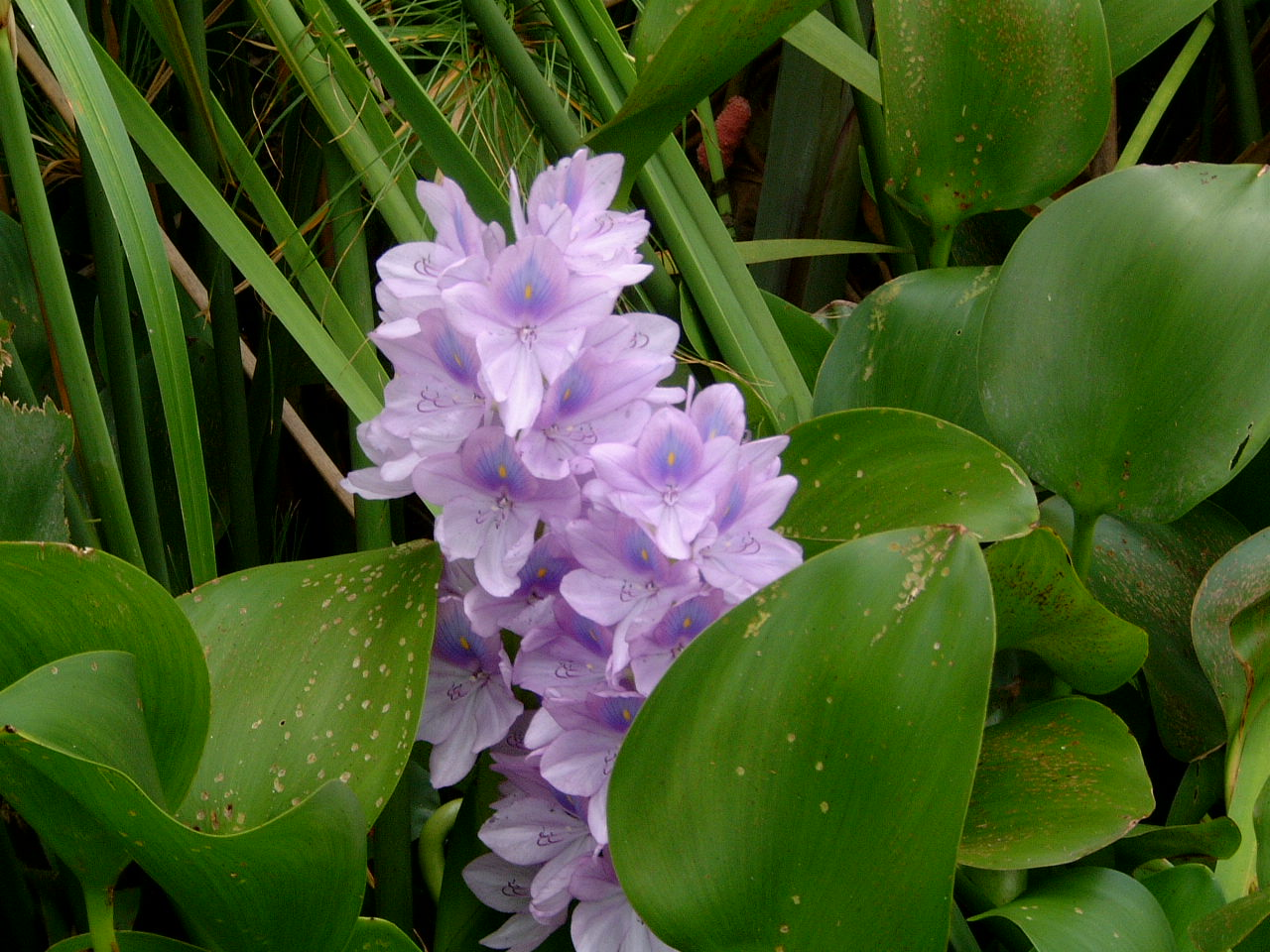
Flor al Parc Nacional Riu Pilcomayo

El Parc Nacional Riu Pilcomayo va ser creat el 1951 i es troba a 5 km de la localitat de Laguna Blanca i a 4 km de la localitat de Laguna Naick Neck, a la província de Formosa, Argentina. Té una extensió de 51.889 ha i el seu centre geogràfic es troba en les coordenades 25° 04′ 00″ S, 58° 07′ 00″ O / 25.06667°S,58.11667°O 25° 04′ 00″ S, 58° 07′ 00″ O / 25.06667°S,58.11667°O / 25° 04′ 00″ S, 58° 07′ 00″ O / 25.06667°S,58.11667°O, 25° 04′ 00″ S, 58° 07′ 00″ O / 25.06667°S,58.11667°O.
Originàriament tenia 285.000 ha, però el setembre de 1968 va ser reduït a 51.889 a comanda de la Legislatura de Formosa, mitjançant la llei núm. 17.915. L'àrea desafectada va ser transferida a l'estat provincial. El decret núm. 2149/90 del 10 d'octubre de 1990 va designar un sector del parc nacional com a reserva natural estricta.

## Característiques
L'àrea protegeix una zona representativa dels ambients del Chaco oriental o humit. A causa dels variats tipus de climes i sòls, existeixen diferents comunitats vegetals:
- Selva de ribera.
- Illetes de muntanya: formacions boscoses en forma d'illes.
- Sabanes amb palmar: amb un estrat arbori discontinu i un d'herbaci.[2]

Acull espècies de gran port: Schinopsis, blanc i colorit i vistosos tabebuias. En els estrats més baixos, creixen arbres de menor grandària: garrofers, guaiabes i pals borratxos.
Aquesta impenetrable muntanya és habitada per animals com el mazama bru (corzuela), capibara, pecaries, micos udoladors, pumes i aus com la txatxalaca del Chaco i l'ipacahá. En els sectors baixos habiten el llop de crinera, el nyandú i les seriemes; tots aquests tenen la particularitat de tenir llargues extremitats que els permeten desplaçar-se amb comoditat en els alts pasturatges i zones negades.
Els ambients aquàtics són habitats per cigonyes, garses, espàtules rosades i ànecs; a més de dues espècies de caimans, el negre i l'over. Els peixos d'aquestes aigües tenen adaptacions que els permeten sobreviure en períodes de sequeres com el tamboatá o cascarudo, i poden arribar a respirar aire atmosfèric i canviar de tolls impulsant-se amb les aletes pectorals.
Aquest parc ha estat inclòs en la Llista dels Aiguamolls d'Importància Internacional (convenció Ramsar).
És una zona d'escàs pendent, amb molts pasturatges i llacunes. L'àrea està sotmesa a inundacions periòdiques que alternen amb èpoques de sequera, creant les creixents vastes zones negades en època estival. Subtils desnivells del terreny permeten diferenciar sectors amb diferents probabilitats d'inundació, un dels factors determinants de la diversitat ambiental de la zona. La major part de la superfície del parc està ocupada per pasturatges i palmerars de carandaí, amb llacunes en els baixos i illetes de muntanya en els punts més alts.
- Palma blanca o carandaí: fins a 14 m d'alçada i fulles palmades de color verd glauc; aquesta monocotiledònia de port arbori és utilitzada per les cotorres i altres aus per a fer els nius. El fuster cap palla i el lloro nyenday nien en els buits dels seus troncs. Aquestes palmeres també són utilitzades com a refugi per ratapinyades com el molós cua llarga gran.

A la Llacuna Blanca, la major massa d'aigua del parc amb 700 ha, habiten dues espècies de caimans: l'over i el negre, ambdues en perill d'extinció. Hi ha també diversos ofidis, com la boa curiyú i colobres aquàtiques, entre les quals destaca la nyacaninà. En les seves costes es desenvolupen extensos pehuajozals i pirizals on es poden observar capibars i coipos o «llúdries».

## Clima
El tipus climàtic del parc és tropical humit amb estació seca. Les precipitacions mitjanes són de 1.200 mm anuals, i la temperatura mitjana anual és de 23 °C. En època estival, les temperatures màximes poden aconseguir els 56 °C i els hiverns no estan exempts de dies amb temperatures baixes, però aquestes gelades solament es presenten en algunes ocasions.
La zona està afectada per l'anticicló de l'Atlàntic sud i per la baixa tèrmica del continent sud-americà, que propicien la formació de masses d'aire tropical. La combinació d'aquestes masses amb les atlàntiques polars determina el règim de pluges.
Pel que fa a les precipitacions, presenten un minvament marcat en l'estació hivernal i dos pics d'augment, l'un en el mes de març, més accentuat, i un altre suau en el mes de novembre.
És important destacar que el parc es troba dins de l'àrea de producció freqüent de tornados, però no n'existeix un bon registre.

## Accés
La RN 11 uneix les ciutats de Formosa (capital de la província) i Clorinda. Des de Clorinda parteix la RN 86, que passa prop del límit sud del parc, en la localitat de Laguna Naick Neck. Des d'aquí, després de recórrer 4 km per un camí veïnal, s'arriba a l'àrea recreativa i a la seccional de guardaparcs Laguna Blanca.
També es pot accedir al parc des de la localitat de Laguna Blanca —situada sobre la ruta nacional 86 a 65 km de Clorinda— per un camí veïnal que després de 7 km arriba a la seccional de guardaparcs Estero Poí. La intendència del parc se situa en la localitat de Laguna Blanca. A l'àrea recreativa Laguna Blanca existeix un campament amb cuines, sanitaris i fogons. Des d'allà, parteixen dos senders d'interpretació.
- Sendera a la Llacuna Blanca: s'accedeix per passarel·les on es poden observar capibares i caimans entre achires de flors grogues i enfiladisses, a més de varietat d'aus palustres. En la massa d'aigua es pot realitzar navegació sense motor.

## Galeria d'imatges

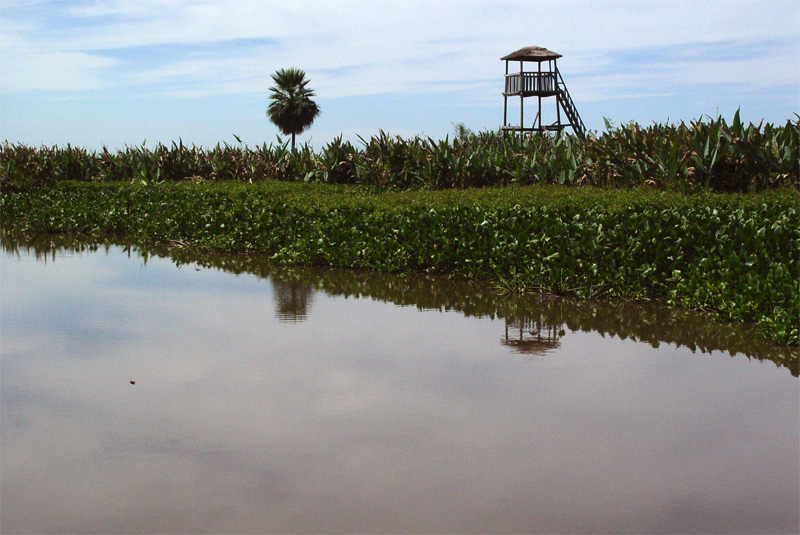
Laguna Blanca
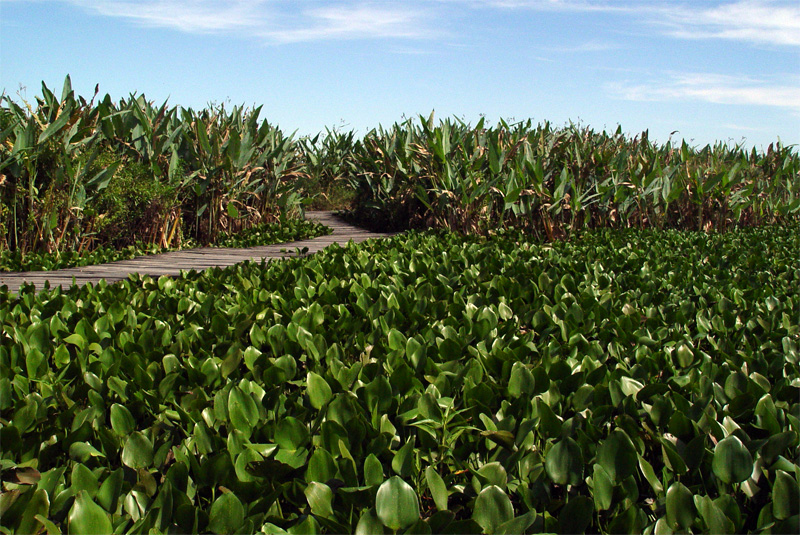
Passarel·les